# 범어역
범어(법무법인 대륜)역(Beomeo station, 泛魚驛)은 대한민국 대구광역시 수성구 범어동 범어네거리에 있는 대구 도시철도 2호선의 전철역이다.

## 특징
범어 네거리에 역이 있다. 개통 당시에는 달구벌대로 서쪽 시내 방향에만 출구가 편중(당시 출구 수 4개)되어 있어서 시내버스 환승이 불편했다. 2006년 범어2동에 범어동 두산위브더제니스아파트가 신축되었을 때 2005년 1월 교통영향평가 심의 과정에서 범어역을 연결하는 지하보도 겸 상가를 기부채납 형식으로 설치하는 조건으로 아파트 건축을 승인하면서 출구를 확장하게 되었다. 그랜드호텔 앞, 교직원공제회관 앞, 범어동위브더제니스아파트 앞, 수성구청·대구수성경찰서 인근으로 출구가 7개 신설되어 2010년 2월 1일에 개통했다. 출구 확장 때 두류역처럼 지하 상가인 범어월드프라자가 신설되었으나, 들어온 점포가 없어 개발이 지지부진하였고, 그 대신 대구도심영어거리가 2012년 4월 24일에 조성되었다. 하지만 대구도심영어거리 역시 영업 부진을 면하지 못해 운영 중단 위기에 놓였다. 2010년에 신설된 7번 출구 인근에 수성구청과 수성경찰서가 있으며 수성구청은 수성구청역보다 더 가깝다.
가끔 범어네거리에서 거리 응원 행사가 있을 때 범어역의 출입이 통제되는 경우가 있다.
도시철도 전동차 안내방송에는 대구지방법원·대구지방검찰청, 대구고등법원, 대구고등검찰청 하차 방송을 송출하고 있으며(4개 모두 합쳐 간략하게 법원, 검찰청으로 송출함) 범어역에서 하차한 후 11번 출구로 나간 뒤 범어 네거리에서 동대구역 방향으로 올라가면 된다.
남쪽의 궁전아파트삼거리에 대구 도시철도 3호선 수성구민운동장역이 개통되었으나, 범어역에서는 직접 환승으로 연결할 수 없으며, 대구광역시에서는 소프트 환승이 불가능하기 때문에 시내버스로 이동해야 한다. 게다가 수성구민운동장역의 영업이 시작된 이후 동대구로 쪽 연선 수요가 분산되어 이용률이 크게 감소했다.
하지만, 2호선의 다른 역들과 비교하면 이용률이 높은 편이어서 2016년에 안전을 위해 스크린도어가 설치되었다.
1번 출구와 4번 출구 사이에는 KB손해보험 대구사옥과의 연결 통로가 있다.
이 역의 부역명은 2017년 9월 3일까지 누네안과병원이었으나, 2017년 9월 4일자로 부역명이 삭제되었으며, 2018년부터 그랜드호텔면세점라는 새로운 부역명이 표기되었다. 지금은 그랜드호텔면세점이 삭제되었다

## 역명의 유래
마을의 형상이 마치 물고기 한 마리가 냇물에 떠 있는 모습 같아 범어동(泛魚洞)이라고 하였다.

## 역 구조
1면 2선의 섬식 승강장이 있는 지하역이다. 스크린도어가 설치되어 있다.
출구는 총 11개소이며, 5번부터 11번까지가 2010년에 확장된 출구이다. 출입용 게이트는 1~4번 출구 쪽에 있다.

### 승강장
| 대구은행 ↑ |
| 하 상 \|   |
| ↓ 수성구청 |

| 상행 | ● 대구 도시철도 2호선 | 반월당·용산·문양 방면 |
| 하행 | ● 대구 도시철도 2호선 | 신매·사월·영남대 방면 |

- 승강장에서 반대 방향 열차로 탑승할 수 있다.

## 역사
- 2005년 10월 18일 : 대구 도시철도 2호선 개통과 함께 영업 개시
- 2010년 2월 1일 : 수성구청 인근에 출입구 7개 신설 개통
- 2012년 4월 24일 : 대구도심영어거리 조성
- 2016년 7월 30일 : 스크린도어 설치

## 역 주변
| 나가는 곳 | 방면 |
| --------- | --- |
| 1         | 범어3동치안센터 IM뱅크 범어동지점 광명아파트 한국전력공사 대구전력관리처 국민건강보험공단 수성지사 범어태왕아너스 한도맨션 우리은행 범어동지점 교보증권 대구금융센터 하나은행 범어동지점 한화투자증권 범어지점 하이투자증권 대구지점                                                          |
| 2         | 범어1동 행정복지센터 수성119안전센터 동도초등학교 공작맨션 삼성맨션 범어시장 코오롱하늘채아파트 크로바아파트 백장미아파트 한국씨티은행 NH투자증권 대구금융센터 대신증권 대구금융센터 신흥증권 미래에셋증권 투자센터 대구 케이프투자증권 KB손해보험 대구지역단 HMC투자증권                     |
| 3         | 범어네거리 수성구청 범어지구대 그랜드호텔 여성메디파크병원 기업은행 동대구지점 수성경찰서 우방궁전맨션 신한은행 범어동지점 IM뱅크 수성구청지점 교보자동차보험 현대증권 푸르덴셜생명 홀트대구종합사회복지관 대구고용노동청 토마토2저축은행 스탠다드 차타드은행 범어역지점                      |
| 4         | 삼일맨션 뉴영남호텔 대구일보 농협 농협 범어동지점 메리츠증권㈜ 미래에셋증권 대구 교직원공제회관 범어네거리 대구종합고용지원센터 국민연금관리공단 수성지사 KT 수성지사 화성파크리젠시 한국증권금융 대한생명 범어역 우방유쉘 대한법률구조공단 개인회생파산법률지원센터 더케이 손해보험 사학연금 |
| 5         | 그랜드호텔 범어지구대 |
| 6         | 삼성증권 대구WM지점 우방궁전맨션 범어롯데캐슬 신한은행 범어동지점 |
| 7         | 수성구청 수성경찰서 대구여자고등학교 홀트대구종합사회복지관 IM뱅크 수성구청지점 기업은행 동대구지점 |
| 8         | 범어2동행정복지센터 범어2동우체국 범어초등학교 두산위브더제니스 신한은행 대구위브더제니스지점 |
| 9         | 범어2동행정복지센터 범어2동우체국 범어초등학교 두산위브더제니스 신한은행 대구위브더제니스지점 |
| 10        | 대구지방법원 대구지방검찰청 KT 수성지사 대구종합고용지원센터 국민연금 대구수성지사 하나은행 범어동지점 교직원공제회관 대구일보 유영남호텔 |
| 11        | 대구지방법원 대구지방검찰청 KT 수성지사 대구종합고용지원센터 국민연금 대구수성지사 하나은행 범어동지점 교직원공제회관 대구일보 유영남호텔 |

## 승차량 변동
출구가 확장된 2010년부터 이용객이 많이 증가했으나, 대구 도시철도 3호선 수성구민운동장역 개통 이후 동대구로 연선 수요가 분산되어 이용객이 크게 감소했다. 현재 2호선의 역들 중 여섯 번째로 이용객이 많다.
| 노선  | 승차 인원 | 승차 인원 | 승차 인원 | 승차 인원 | 승차 인원 | 승차 인원 | 승차 인원 | 승차 인원 | 승차 인원 | 승차 인원 | 승차 인원 | 승차 인원 | 승차 인원 | 주석 |
| 노선  | 2005년    | 2006년    | 2007년    | 2008년    | 2009년    | 2010년    | 2011년    | 2012년    | 2013년    | 2014년    | 2015년    | 2016년    | 2017년    | 주석 |
| ----- | --------- | --------- | --------- | --------- | --------- | --------- | --------- | --------- | --------- | --------- | --------- | --------- | --------- | ---- |
| 2호선 | 4,367     | 5,326     | 5,491     | 5,779     | 5,966     | 7,081     | 7,699     | 8,299     | 8,957     | 9,156     | 8,574     | 8,188     |           |      |

## 인접한 역
| 대구 도시철도 2호선    | 대구 도시철도 2호선   | 대구 도시철도 2호선      |
| ---------------------- | --------------------- | ------------------------ |
| 232 대구은행 문양 방면 | ● 대구 도시철도 2호선 | 234 수성구청 영남대 방면 |